# Yona (Guam)
Yona is een gemeente en dorp op het Amerikaanse eiland Guam in de Grote Oceaan. De gemeente ligt aan de oostkust en telde in 2010 6.480 inwoners op een oppervlakte van omgerekend 52,11 km², waarmee de bevolkingsdichtheid 124,35 inwoners per vierkante kilometer bedroeg.

## Geografie
Yona ligt aan de oostkust van het eiland, in het noorden van het zuidelijke deel. De gemeente heeft een oppervlakte van 20,12 vierkante mijl (omgerekend zo'n 52,11 km²) en grenst aan vijf andere gemeenten, van noord naar zuid tegen de klok in: Chalon-Pago-Ordot, Asan, Piti, Santa Rita en Talofofo. De rivier de Pago vormt de noordgrens en de Ylig stroomt door het midden van de gemeente. Het dorp Yona is gelegen op de kliffen tussen de Pagobaai, waar de Pago in zee uitmondt, en de Yligbaai, waar de Ylig in zee uitmondt. Verder zijn er woonkernen in het zuiden van de gemeente. Landinwaarts, in de Manenggonheuvels, bevindt zich het Leo Palace Resort, waar golfbanen en ook sportvelden zijn voor onder andere het nationale voetbalelftal.

## Demografie
De gemeente had bij de census van 2010 een bevolkingsaantal van 6.480, dat is 0,1% minder dan in 2000, want toen bedroeg het aantal 6.484.

## Verkeer en vervoer
Er lopen drie hoofdwegen (Guam Highways) door Yona, namelijk de GH-4, de GH-4a en de GH-17. De 4 gaat langs de kust door het dorp Yona in de richting noord-zuid en vormt een verbinding met onder andere Talofofo in het zuiden en de hoofdstad Hagåtña in het noorden. De 17 ligt in het zuiden van de gemeente en loopt in de richting oost-west. Deze weg verbindt Yona met Santa Rita. De 4a is een korte weg tussen de 17 in Yona en de 4 in Talofofo.